# MOMO
MOMO, Momo SRL — итальянская компания дизайна, производитель литых дисков, аксессуаров для спортивных и гоночных автомобилей. Название MOMO является сокращением Моретти-Монца (итал. Moretti-Monza).

## История
Основанная пилотом-любителем, Джанпьеро Моретти, компания стала известна широкой общественности, когда в 1964 году пилот Формулы-1, Джон Сёртис, установил на своем Ferrari рулевое колесо. Это было рулевое колесо с более толстым ободом, относительно использовавшихся в эти времена. Сёртис на Ferrari с рулем MOMO выиграл титул чемпиона мира, и после этого, Моретти решил превратить свою страсть в реальное дело.
Изначально компания изготавливала рули исключительно для раллийных автомобилей, позже к ассортименту MOMO добавились рули для болидов Формулы-1. Первым серьёзным заказчиком серии рулей MOMO оказалось гоночное подразделение компании Ferrari, поскольку было принято решение об установке этих рулей во все автомобили их гоночной серии.

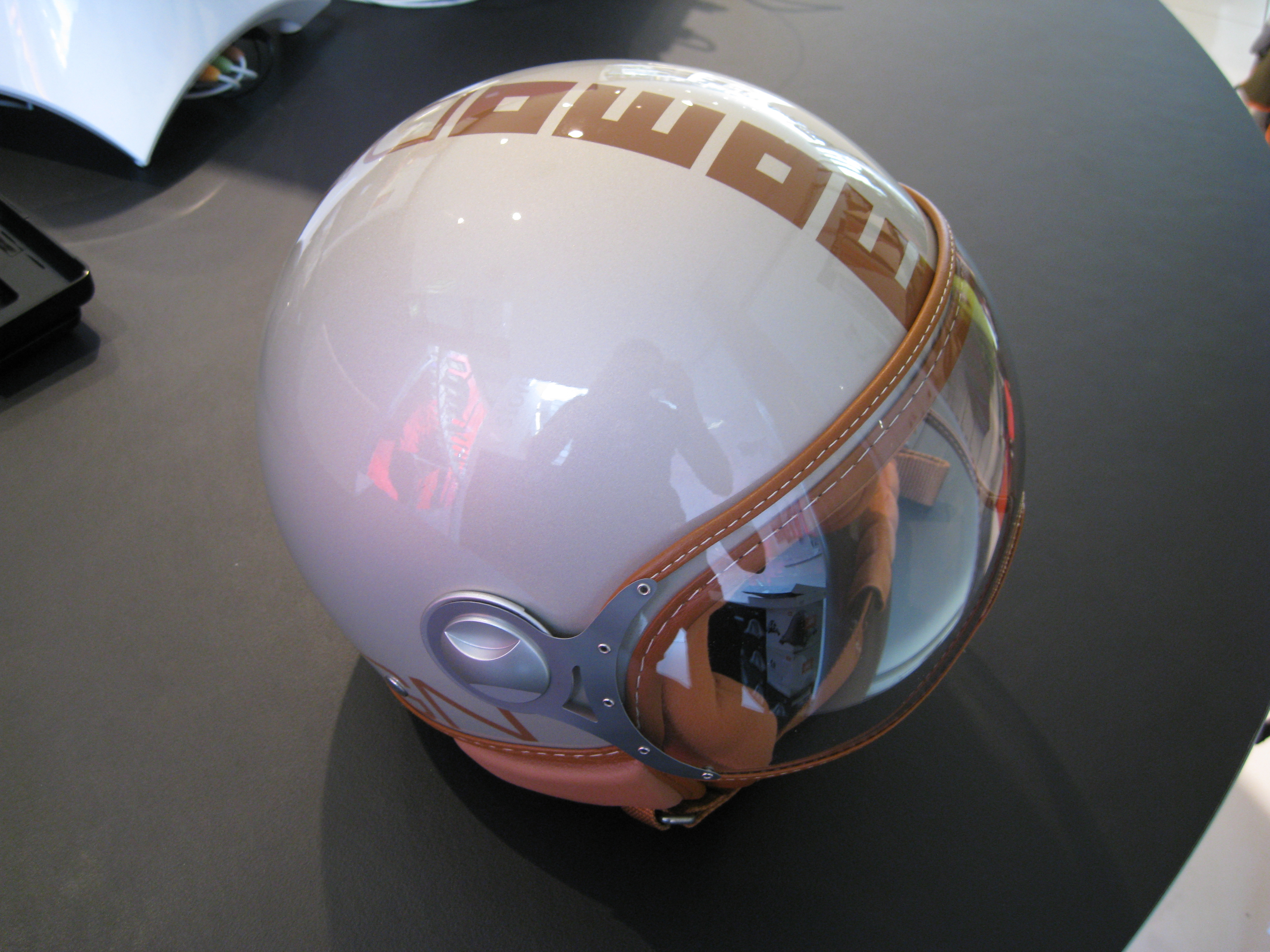
Шлем MOMO

На первом этапе производство было ограничено продукцией для гоночных автомобилей, но с начала 1970-х годов, компания расширила производство за счет диверсификации своих продуктовых линеек. Так, началось производство легкосплавных колесных дисков и рулевых колес, как для вторичного рынка, так и как оригинальные детали, например, для автомобилей Ferrari. В конце 1980-х годов, было подписано сотрудничество с Rolls-Royce на поставку оригинального оборудования. Затем были заключены договоры и со многими другими автопроизводителями, Aston-Martin, Citroen, Daihatsu, Fiat, Honda, Isuzu, Mazda, Mitsubishi, Nissan, Opel, Porsche, Peugeot, Renault, Saab, Subaru, Suzuki, Toyota, Volkswagen и Volvo. В то же время, MOMO продолжала пожинать успехи в крупных гоночных автомобильных событиях. Марио Андретти, Айртон Сенна, Найджел Мэнселл, Михаэль Шумахер — это лишь некоторые из величайших гонщиков, чьи автомобили также оснащались продуктами MOMO.
1993 год является годом появления Momo Corse, подразделения, специализирующегося на производстве огнестойкой одежды для пилотов и команд.
В 1995 году компания вошла в состав Breed Technologies, американского промышленного гиганта и мирового лидера по производству рулевых колес с подушкой безопасности. Breed Technologies впоследствии была приобретена группой Carlyle Management, крупнейшим инвестиционным фондом. В это время логотип компании изменился, появилась красная надпись «Italy», свидетельствующая о важности итальянского происхождения компании.
С 2005 года компания MOMO снова становится полностью итальянской, со штаб-квартирой в Милане. В США появляется дочерняя компания, и по всему миру множество дистрибьюторов. Продукция продается под брендом MOMO и MOMO CORSE для вторичного рынка в более чем 60 странах, на 5 континентах. В настоящее время генеральным директором является Массимо Чокка, работающий в компании с 1989 года.
Несмотря на все большее внимание MOMO на легкосплавные колеса, компания продолжила свою деятельность в гонках. MOMO зарекомендовала себя в качестве ведущего производителя рулевых колес для чемпионатов GP2 в Европе и Азии, и NASCAR в Соединенных Штатах. Кроме того, в 2009 году компанией был запущен бренд литых дисков Reds.
MOMO была первой компанией в мире, разработавшая и выпускающая складные ступицы рулевого колеса, способные деформироваться при ударах, повышая тем самым уровень безопасности, достигнутый до этого момента. MOMO является владельцем бренда Momo Design, под которым выпускаются одежда, часы, солнцезащитные очки, духи.